# Відкритий чемпіонат Австралії з тенісу 1973
Відкритий чемпіонат Австралії з тенісу 1973 — тенісний турнір, що проходив між 26 грудня 1972 та 1 січня 1973  року на трав'яних кортах стадіону Куйонг у Мельбурні, Австралія. Це був 61-й чемпіонат Австралії з тенісу і четвертий турнір Великого шолома в 1973 році. 

## Огляд подій та досягнень
Джон Ньюкомб виграв свій 5-й титул Великого шолома й перший в Австралії. 
Маргарет Корт виграла 22-й титул Великого шолома в одиночному розряді.

## Результати фінальних матчів

### Дорослі
| Одиночний розряд. Чоловіки Детальніше   |                            |                    |
| Джон Ньюкомб                            | Онні Парун                 | 6–3, 6–7, 7–5, 6–1 |
|                                         |                            |                    |
| Одиночний розряд. Жінки Детальніше      |                            |                    |
| Маргарет Корт                           | Івонн Гулагонг             | 6–4, 7–5           |
|                                         |                            |                    |
| Парний розряд. Чоловіки Детальніше      |                            |                    |
| Джон Ньюкомб Малколм Андерсон           | Джон Александер Філ Дент   | 6–3, 6–4, 7–6      |
|                                         |                            |                    |
| Парний розряд. Жінки Детальніше         |                            |                    |
| Маргарет Корт Вірджинія Вейд            | Керрі Гарріс Керрі Мелвілл | 6–4, 6–4           |
|                                         |                            |                    |
| Мікст                                   |                            |                    |
| Змагання в цій категорії не проводилися |                            |                    |

## Виноски
1. ↑  1973 Men's Singles. Tennis Australia. Архів оригіналу за 29 січня 2011. Процитовано 9 серпня 2018.
2. ↑  1973 Women's Singles. Tennis Australia. Архів оригіналу за 29 січня 2011. Процитовано 9 серпня 2018.
3. ↑  1973 Men's Doubles. Tennis Australia. Архів оригіналу за 17 січня 2013. Процитовано 9 серпня 2018.
4. ↑  1973 Women's Doubles. Tennis Australia. Архів оригіналу за 17 січня 2013. Процитовано 9 серпня 2018.